# Séries éliminatoires de la Coupe Stanley 1949
Année précédente Année suivante
Les séries éliminatoires de la Coupe Stanley 1949 font suite à la saison 1948-1949 de la Ligue nationale de hockey. Les Maple Leafs de Toronto remportent leur 3e Coupe Stanley consécutive en battant en finale, pour la deuxième année de suite, les Red Wings de Détroit sur le score de 4 matchs à 0.

## Contexte et déroulement des séries
Le premier de la saison régulière rencontre le troisième alors que le deuxième est confronté au quatrième et dernier qualifié pour les séries. Les vainqueurs se rencontrent pour se disputer la Coupe Stanley. Toutes les séries se jouent au meilleur des 7 matches.

## Tableau récapitulatif
|  | Demi-finales                          | Demi-finales                          | Demi-finales                          | Demi-finales                          |   |                      | Finale                | Finale                | Finale                | Finale                |
|  |                                       |                                       |                                       |                                       |   |                      |                       |                       |                       |                       |
|  | 22, 24, 26, 29, 31 mars, 2 et 5 avril | 22, 24, 26, 29, 31 mars, 2 et 5 avril | 22, 24, 26, 29, 31 mars, 2 et 5 avril | 22, 24, 26, 29, 31 mars, 2 et 5 avril |   |                      | 7, 10, 11 et 14 avril | 7, 10, 11 et 14 avril | 7, 10, 11 et 14 avril | 7, 10, 11 et 14 avril |
|  | 1                                     | Red Wings de Détroit                  | 4                                     | 4                                     |   |                      | 7, 10, 11 et 14 avril | 7, 10, 11 et 14 avril | 7, 10, 11 et 14 avril | 7, 10, 11 et 14 avril |
|  | 1                                     | Red Wings de Détroit                  | 4                                     | 4                                     |   |                      | 7, 10, 11 et 14 avril | 7, 10, 11 et 14 avril | 7, 10, 11 et 14 avril | 7, 10, 11 et 14 avril |
|  | 3                                     | Canadiens de Montréal                 | 3                                     | 3                                     |   |                      | 7, 10, 11 et 14 avril | 7, 10, 11 et 14 avril | 7, 10, 11 et 14 avril | 7, 10, 11 et 14 avril |
|  | 3                                     | Canadiens de Montréal                 | 3                                     | 3                                     | 1 | Red Wings de Détroit | 0                     | 0                     |                       |                       |
|  | 22, 24, 26, 29 et 30 mars             |                                       |                                       |                                       | 1 | Red Wings de Détroit | 0                     | 0                     |                       |                       |
|  |                                       |                                       | 4                                     | Maple Leafs de Toronto                | 4 | 4                    |                       |                       |                       |                       |
|  | 2                                     | Bruins de Boston                      | 4                                     | Maple Leafs de Toronto                | 4 | 4                    | 1                     | 1                     |                       |                       |
|  | 2                                     | Bruins de Boston                      |                                       |                                       |   |                      |                       | 1                     |                       |                       |
|  | 4                                     | Maple Leafs de Toronto                | 4                                     | 4                                     |   |                      |                       |                       |                       |                       |
|  | 4                                     | Maple Leafs de Toronto                | 4                                     | 4                                     |   |                      |                       |                       |                       |                       |

## Détails des séries

### Demi-finales

#### Red Wings de Détroit contre Canadiens de Montréal
| 22 mars | Détroit | 2-1 (3 pr) (0-0, 1-0, 0-1, 0-0, 0-0, 1-0) | Montréal | Olympia Stadium |

| Feuille de match | Feuille de match                          | Feuille de match | Feuille de match                    | Feuille de match                                |
| ---------------- | ----------------------------------------- | ---------------- | ----------------------------------- | ----------------------------------------------- |
|                  | Howe — 24 min 13 s - McNab — 104 min 52 s | 1-0 1-1 2-1      | - Richard (Fillion) — 53 min 29 s - | Arbitrage : King Clancy Sibby Mundey, Ed Mepham |
| Lumley           | Gardiens                                  | Durnan           |                                     | Arbitrage : King Clancy Sibby Mundey, Ed Mepham |
|                  |                                           |                  |                                     | Arbitrage : King Clancy Sibby Mundey, Ed Mepham |
|                  |                                           |                  |                                     | Arbitrage : King Clancy Sibby Mundey, Ed Mepham |

| 24 mars | Détroit | 3-4 (pr) (1-1, 0-0, 2-2, 0-1) | Montréal | Olympia Stadium |

| Feuille de match | Feuille de match                                                                                               | Feuille de match            | Feuille de match | Feuille de match        |
| ---------------- | --- | --------------------------- | --- | ----------------------- |
|                  | Abel (Lindsay) — 1 min 31 s - Lindsay (Abel, Quackenbush) — 40 min 50 s - Abel (Lindsay, Howe) — 56 min 49 s - | 1-0 1-1 2-1 2-2 2-3 3-3 3-4 | - Plamondon (Reay, Harmon) — 4 min 23 s - Reay (Plamondon) — 44 min 46 s Plamondon (Reay) — 46 min 1 s - Plamondon (Reay) — 62 min 59 s | Arbitrage : King Clancy |
| Lumley           | Gardiens | Durnan                      | | Arbitrage : King Clancy |
|                  | |                             | | Arbitrage : King Clancy |
|                  | |                             | | Arbitrage : King Clancy |

| 26 mars | Montréal | 3-2 (2-0, 0-0, 1-2) | Détroit | Forum de Montréal |

| Feuille de match | Feuille de match                                                                                            | Feuille de match    | Feuille de match                                  | Feuille de match                                  |
| ---------------- | --- | ------------------- | ------------------------------------------------- | ------------------------------------------------- |
|                  | Mosdell (Richard, Leger) — 12 min 41 s Gravelle (Riopelle) — 18 min 25 s - MacKay (Gravelle) — 50 min 2 s - | 1-0 2-0 2-1 3-1 3-2 | - Howe (Lindsay) — 43 min 7 s - Howe — 53 min 3 s | Arbitrage : Bill Chadwick Sam Babcock, Mush March |
| Durnan           | Gardiens | Lumley              |                                                   | Arbitrage : Bill Chadwick Sam Babcock, Mush March |
|                  | |                     |                                                   | Arbitrage : Bill Chadwick Sam Babcock, Mush March |
|                  | |                     |                                                   | Arbitrage : Bill Chadwick Sam Babcock, Mush March |

| 29 mars | Montréal | 1-3 (1-1, 0-1, 0-1) | Détroit | Forum de Montréal |

| Feuille de match | Feuille de match                            | Feuille de match | Feuille de match                                                           | Feuille de match                                |
| ---------------- | ------------------------------------------- | ---------------- | -------------------------------------------------------------------------- | ----------------------------------------------- |
|                  | Gravelle (MacKay , Laycoe) — 4 min 12 s - - | 1-0 1-1 1-2 1-3  | - Kelly — 8 min 24 s Howe (Lindsay, Abel) — 38 min 38 s Howe — 53 min 19 s | Arbitrage : King Clancy Sam Babcock, Mush March |
| Durnan           | Gardiens                                    | Lumley           |                                                                            | Arbitrage : King Clancy Sam Babcock, Mush March |
|                  |                                             |                  |                                                                            | Arbitrage : King Clancy Sam Babcock, Mush March |
|                  |                                             |                  |                                                                            | Arbitrage : King Clancy Sam Babcock, Mush March |

| 31 mars | Détroit | 3-1 (0-0, 0-1, 3-0) | Montréal | Olympia Stadium |

| Feuille de match | Feuille de match                                                 | Feuille de match | Feuille de match                    | Feuille de match |
| ---------------- | ---------------------------------------------------------------- | ---------------- | ----------------------------------- | ---------------- |
|                  | - Abel (Kelly) — 25 min 10 s Couture — 56 min 38 s Howe — 57 min | 0-1 1-1 2-1 3-1  | Riopelle (Harvey) — 21 min 11 s - - |                  |
| Lumley           | Gardiens                                                         | Durnan           |                                     |                  |
|                  |                                                                  |                  |                                     |                  |
|                  |                                                                  |                  |                                     |                  |

| 2 avril | Montréal | 3-1 (0-0, 3-1, 0-0) | Détroit | Forum de Montréal |

| Feuille de match | Feuille de match                                                                                   | Feuille de match | Feuille de match                  | Feuille de match |
| ---------------- | -------------------------------------------------------------------------------------------------- | ---------------- | --------------------------------- | ---------------- |
|                  | Plamondon (Carveth) — 26 min 41 s Ricahrd (Mosdell) — 28 min 44 s Plamondon (Reay) — 29 min 56 s - | 1-0 2-0 3-0 3-1  | - Howe (Poile, Gee) — 32 min 56 s |                  |
| Durnan           | Gardiens                                                                                           | Lumley           |                                   |                  |
|                  | |                  |                                   |                  |
|                  | |                  |                                   |                  |

| 5 avril | Détroit | 3-1 (1-0, 2-1, 0-0) | Montréal | Olympia Stadium 14 731 spectateurs |

| Feuille de match | Feuille de match                                                                | Feuille de match | Feuille de match                  | Feuille de match |
| ---------------- | ------------------------------------------------------------------------------- | ---------------- | --------------------------------- | ---------------- |
|                  | Howe (Abel) — 2 min 17 s - Reise — 38 min 10 s Couture (Pavelich) — 39 min 46 s | 1-0 1-1 2-1 3-1  | - Harmon (Reay) — 26 min 33 s - - |                  |
| Lumley           | Gardiens                                                                        | Durnan           |                                   |                  |
|                  |                                                                                 |                  |                                   |                  |
|                  |                                                                                 |                  |                                   |                  |

#### Bruins de Boston contre Maple Leafs de Toronto
| 22 mars | Boston | 0-3 (0-1, 0-1, 0-1) | Toronto | Boston Garden 13 900 spectateurs |

| Feuille de match | Feuille de match | Feuille de match | Feuille de match                                                                                      | Feuille de match                                    |
| ---------------- | ---------------- | ---------------- | --- | --------------------------------------------------- |
|                  | - -              | 0-1 0-2 0-3      | Watson (Ezinicki, Gardner) — 5 min 15 s Watson (Gardner) — 27 min 25 s Bentley (Klukay) — 47 min 50 s | Arbitrage : Bill Chadwick Sam Babcock, George Hayes |
| Brimsek          | Gardiens         | Broda            | | Arbitrage : Bill Chadwick Sam Babcock, George Hayes |
|                  |                  |                  | | Arbitrage : Bill Chadwick Sam Babcock, George Hayes |
|                  |                  |                  | | Arbitrage : Bill Chadwick Sam Babcock, George Hayes |

| 24 mars | Boston | 2-3 (1-1, 1-0, 0-2) | Toronto | Boston Garden |

| Feuille de match | Feuille de match                                                | Feuille de match    | Feuille de match                                                                               | Feuille de match                                  |
| ---------------- | --------------------------------------------------------------- | ------------------- | ---------------------------------------------------------------------------------------------- | ------------------------------------------------- |
|                  | - Dumart — 5 min 2 s Ronty (Schmidt, Peirson) — 37 min 24 s - - | 0-1 1-1 2-1 2-2 2-3 | Timgren — 3 min 36 s - Watson (Gardner) — 50 min 57 s Watson (Ezinicki, Gardner) — 58 min 41 s | Arbitrage : King Clancy Sam Babcock, George Hayes |
| Brimsek          | Gardiens                                                        | Broda               |                                                                                                | Arbitrage : King Clancy Sam Babcock, George Hayes |
|                  |                                                                 |                     |                                                                                                | Arbitrage : King Clancy Sam Babcock, George Hayes |
|                  |                                                                 |                     |                                                                                                | Arbitrage : King Clancy Sam Babcock, George Hayes |

| 26 mars | Toronto | 4-5 (pr) (1-2, 2-1, 1-1, 0-1) | Boston | Maple Leaf Gardens |

| Feuille de match | Feuille de match | Feuille de match                    | Feuille de match | Feuille de match                                   |
| ---------------- | --- | ----------------------------------- | --- | -------------------------------------------------- |
|                  | Kennedy (Mackell, Lynn) — 3 min 46 s - Mortson (Kennedy) — 34 min 15 s Klukay (Thomson, Bentley) — 39 min 57 s - Mackell (Kennedy, Juzda) — 51 min 49 s - | 1-0 1-1 1-2 1-3 2-3 3-3 3-4 4-4 4-5 | - Warwick (Henderson) — 9 min 56 s Dumart (Sandford, Peters) — 17 min 15 s Peirson (K. Smith) — 33 min 52 s - Sandford (Flaman) — 47 min 11 s - Dumart (Sandford) — 76 min 4 s | Arbitrage : George Gravel Ray Getliffe, Doug Young |
| Broda            | Gardiens | Brimsek                             | | Arbitrage : George Gravel Ray Getliffe, Doug Young |
|                  | |                                     | | Arbitrage : George Gravel Ray Getliffe, Doug Young |
|                  | |                                     | | Arbitrage : George Gravel Ray Getliffe, Doug Young |

| 29 mars | Toronto | 3-1 (1-1, 1-0, 1-0) | Boston | Maple Leaf Gardens |

| Feuille de match | Feuille de match                                                                                                   | Feuille de match | Feuille de match                              | Feuille de match                                   |
| ---------------- | --- | ---------------- | --------------------------------------------- | -------------------------------------------------- |
|                  | Mackell (S. Smith) — 3 min 13 s - S. Smith (Boesch, Kennedy) — 30 min 30 s S. Smith (Kennedy, Juzda) — 55 min 17 s | 1-0 1-1 2-1 3-1  | - Peirson (K. Smith, Ronty) — 11 min 16 s - - | Arbitrage : Bill Chadwick Ray Getliffe, Doug Young |
| Broda            | Gardiens | Brimsek          |                                               | Arbitrage : Bill Chadwick Ray Getliffe, Doug Young |
|                  | |                  |                                               | Arbitrage : Bill Chadwick Ray Getliffe, Doug Young |
|                  | |                  |                                               | Arbitrage : Bill Chadwick Ray Getliffe, Doug Young |

| 30 mars | Boston | 2-3 (1-2, 0-1, 1-0) | Toronto | Boston Garden 13 909 spectateurs |

| Feuille de match | Feuille de match                                                               | Feuille de match    | Feuille de match                                                                                           | Feuille de match                                   |
| ---------------- | ------------------------------------------------------------------------------ | ------------------- | --- | -------------------------------------------------- |
|                  | - Warwick (Sandford, Kryzanowski) — 12 min 17 s - Peirson (Ronty) — 59 min 3 s | 0-1 1-1 1-2 1-3 2-3 | Gardner (Ezinicki, Watson) — 6 min 27 s - Timgren (Thomson) — 14 min 57 s Bentley (Mortson) — 28 min 1 s - | Arbitrage : King Clancy Sam Babcock, Butch Keeling |
| Brimsek          | Gardiens                                                                       | Broda               | | Arbitrage : King Clancy Sam Babcock, Butch Keeling |
|                  |                                                                                |                     | | Arbitrage : King Clancy Sam Babcock, Butch Keeling |
|                  |                                                                                |                     | | Arbitrage : King Clancy Sam Babcock, Butch Keeling |

### Finale
| 8 avril | Détroit | 2-3 (1-1, 0-1, 1-0, 0-1) | Toronto | Olympia Stadium 13 445 spectateurs |

| Feuille de match | Feuille de match                                                              | Feuille de match    | Feuille de match                                                                                                   | Feuille de match                                    |
| ---------------- | ----------------------------------------------------------------------------- | ------------------- | --- | --------------------------------------------------- |
|                  | Gee (Lindsay, Howe) — 4 min 15 s - Horeck (Stewart, McFadden) — 45 min 50 s - | 1-0 1-1 1-2 2-2 2-3 | - Bentley (Timgren, Klukay) — 13 min 15 s Thomson (Bentley) — 36 min 2 s - Klukay (Thomson, Timgren) — 77 min 31 s | Arbitrage : Bill Chadwick George Hayes, Sam Babcock |
| Lumley           | Gardiens                                                                      | Broda               | | Arbitrage : Bill Chadwick George Hayes, Sam Babcock |
|                  |                                                                               |                     | | Arbitrage : Bill Chadwick George Hayes, Sam Babcock |
|                  |                                                                               |                     | | Arbitrage : Bill Chadwick George Hayes, Sam Babcock |

| 10 avril | Détroit | 1-3 (0-2, 0-1, 1-0) | Toronto | Olympia Stadium 14 325 spectateurs |

| Feuille de match | Feuille de match                           | Feuille de match | Feuille de match                                                                                           | Feuille de match                                  |
| ---------------- | ------------------------------------------ | ---------------- | --- | ------------------------------------------------- |
|                  | - Horeck (Stewart, McFadden) — 45 min 50 s | 0-1 0-2 0-3 1-3  | S. Smith (Boesch) — 8 min 59 s S. Smith (Barilko) — 9 min 56 s S. Smith (Kennedy, Mackell) — 37 min 58 s - | Arbitrage : King Clancy George Hayes, Sam Babcock |
| Lumley           | Gardiens                                   | Broda            | | Arbitrage : King Clancy George Hayes, Sam Babcock |
|                  |                                            |                  | | Arbitrage : King Clancy George Hayes, Sam Babcock |
|                  |                                            |                  | | Arbitrage : King Clancy George Hayes, Sam Babcock |

| 13 avril | Toronto | 3-1 (0-1, 3-0, 0-0) | Détroit | Maple Leaf Gardens 13 822 spectateurs |

| Feuille de match | Feuille de match | Feuille de match | Feuille de match                  | Feuille de match |
| ---------------- | --- | ---------------- | --------------------------------- | ---------------- |
|                  | - Ezinicki (Gardner, Watson) — 31 min 2 s Kennedy (S. Smith, Mackell) — 32 min 40 s Mortson (Thomson, Klukay) — 36 min 19 s | 0-1 1-1 2-1 3-1  | Stewart (Horeck) — 4 min 37 s - - |                  |
| Broda            | Gardiens | Lumley           |                                   |                  |
|                  | |                  |                                   |                  |
|                  | |                  |                                   |                  |

| 16 avril | Toronto | 3-1 (0-1, 2-0, 1-0) | Détroit | Maple Leaf Gardens 14 544 spectateurs |

| Feuille de match | Feuille de match                                                                                       | Feuille de match | Feuille de match                     | Feuille de match |
| ---------------- | --- | ---------------- | ------------------------------------ | ---------------- |
|                  | - Timgren (Bentley) Gardner (Thomson, Ezinicki) — 39 min 45 s Bentley (Timgren, Mackell) — 55 min 10 s | 0-1 1-1 2-1 3-1  | Lindsay (Gee, Howe) — 2 min 59 s - - |                  |
| Broda            | Gardiens                                                                                               | Lumley           |                                      |                  |
|                  | |                  |                                      |                  |
|                  | |                  |                                      |                  |